# Steven Woolfe
Steven Woolfe, né le 6 octobre 1967 à Manchester, est un barrister et homme politique britannique. 
Élu député européen en 2014 sous l'étiquette de l'UKIP, il quitte ce parti en 2016.

## Biographie

### Enfance et études
Steven Woolfe, aîné d'une fratrie de quatre enfants, est né le 6 octobre 1967 à Moss Side, un quartier de Manchester. Il fréquente l'école primaire catholique St Bernard, situé dans le quartier de Burnage, avant de rejoindre le collège catholique St Bede de Manchester. En 1990, il décroche un Bachelor of Laws à l'université d'Aberystwyth puis poursuit ses études de droit à la City University de Londres. Il fréquente par la suite l'Inner Temple et devient barrister.

### Carrière politique
Steven Woolfe intègre les rangs du parti UKIP en 2010, par le biais de Malcolm Pearson. L'année suivante, il intègre le Comité exécutif national du parti. 
Le 22 mai 2014 il est élu député européen britannique. 
Deux ans plus tard, en juillet 2016, il se déclare candidat à l'élection de la présidence du parti faisant suite à la démission de Nigel Farage. Grand favori du scrutin, il est exclu du scrutin début août pour avoir remis son dossier de candidature avec 17 minutes de retard. 
Le 5 octobre 2016, Diane James annonce sa démission de la tête du parti, seulement 18 jours après son élection. Steven Woolfe se déclare intéressé pour la remplacer mais, le même-jour, il concède avoir envisagé rejoindre le Parti conservateur. Le lendemain, dans un contexte marqué par de fortes tensions internes au sein du parti UKIP, il est hospitalisé à la suite d'une altercation avec un de ses collègues, Mike Hookem, au siège du Parlement européen à Strasbourg. 
Il annonce sa démission du parti UKIP et sa volonté de continuer à siéger au sein du Parlement européen en tant qu'indépendant le 17 octobre 2016.
Il n'est pas réélu en 2019.